# Vektorski produkt
Vektorski produkt (rjeđe vektorski umnožak) je binarna matematička operacija na dva vektora u euklidskom trodimenzionalnom prostoru. Označava se simbolom ×. Za dva linearno nezavisna vektora {\displaystyle {\overrightarrow {a}}} i {\displaystyle {\overrightarrow {b}}}, njihov vektorski produkt {\displaystyle {\overrightarrow {a}}\times {\overrightarrow {b}}} je vektor koji je okomit na oba vektora (normala na ravninu koju ti vektori razapinju), a njegov iznos je jednak površini paralelograma kojeg ta dva vektora razapinju. Orijentaciju vektora daje nam pravilo desne ruke. U slučaju da vektori {\displaystyle {\overrightarrow {a}}} i {\displaystyle {\overrightarrow {b}}} nisu linearno nezavisni (dakle jedan je linearna kombinacija drugoga, odnosno imaju isti smjer), njihov vektorski produkt je nul-vektor.

## Formalna definicija
Vektorski produkt se definira kao operacija {\displaystyle \times :(E^{3},E^{3})\rightarrow E^{3}} za koju vrijedi
{\displaystyle {\overrightarrow {a}}\times {\overrightarrow {b}}=(|{\overrightarrow {a}}|\times |{\overrightarrow {b}}|\sin \theta ){\overrightarrow {n}}}
gdje su {\displaystyle {\overrightarrow {a}},{\overrightarrow {b}}\in E^{3},} {\displaystyle \theta } kut između dvaju vektora, a {\displaystyle {\overrightarrow {n}}} vektor okomit na vektore {\displaystyle {\overrightarrow {a}}} i {\displaystyle {\overrightarrow {b}}}.
Definira se i pomoću determinante:
{\displaystyle {\overrightarrow {a}}\times {\overrightarrow {b}}={\begin{vmatrix}{\overrightarrow {i}}&{\overrightarrow {j}}&{\overrightarrow {k}}\\a_{1}&a_{2}&a_{3}\\b_{1}&b_{2}&b_{3}\end{vmatrix}}=}
{\displaystyle ={\overrightarrow {i}}(a_{2}b_{3}-a_{3}b_{2})-{\overrightarrow {j}}(a_{1}b_{3}-a_{3}b_{1})+{\overrightarrow {k}}(a_{1}b_{2}-a_{2}b_{1})=} {\displaystyle {\begin{pmatrix}a_{2}b_{3}-a_{3}b_{2}\\a_{3}b_{1}-a_{1}b_{3}\\a_{1}b_{2}-a_{2}b_{1}\end{pmatrix}}}

gdje su {\displaystyle {\overrightarrow {i}}=(1,0,0)}, {\displaystyle {\overrightarrow {j}}=(0,1,0)} i :{\displaystyle {\overrightarrow {k}}=(0,0,1)} vektori kanonske baze trodimenzionalnog euklidskog vektorskog prostora, E3.

## Svojstva
- Iznos vektorskog produkta dvaju vektora je površina paralelograma razapetog tim vektorima

{\displaystyle |{\overrightarrow {a}}\times {\overrightarrow {b}}|=|{\overrightarrow {a}}||{\overrightarrow {b}}||\sin \theta |}
- Vektorski produkt vektora samog sa sobom je nul-vektor.

{\displaystyle {\overrightarrow {a}}\times {\overrightarrow {a}}={\overrightarrow {0}}}
- Vektorski produkt okomit je na oba vektora koji ga čine
- Antikomutativan je

{\displaystyle {\overrightarrow {a}}\times {\overrightarrow {b}}=-({\overrightarrow {b}}\times {\overrightarrow {a}})}
- Distributivan je prema zbrajanju

{\displaystyle {\overrightarrow {a}}\times ({\overrightarrow {b}}+{\overrightarrow {c}})=({\overrightarrow {a}}\times {\overrightarrow {b}})+({\overrightarrow {a}}\times {\overrightarrow {c}})}
- Za množenje skalarom vrijedi:

{\displaystyle (\alpha \cdot {\overrightarrow {a}})\times {\overrightarrow {b}}={\overrightarrow {a}}\times (\alpha \cdot {\overrightarrow {b}})=\alpha \cdot ({\overrightarrow {a}}\times {\overrightarrow {b}})}
- Nije asocijativan
- Ne može se kratiti, tj. ako vrijedi {\displaystyle {\overrightarrow {a}}\times {\overrightarrow {b}}={\overrightarrow {a}}\times {\overrightarrow {c}}} i {\displaystyle {\overrightarrow {a}}\neq {\overrightarrow {0}}}, ne slijedi {\displaystyle {\overrightarrow {b}}={\overrightarrow {c}}}, nego samo {\displaystyle {\overrightarrow {a}}\times ({\overrightarrow {b}}-{\overrightarrow {c}})={\overrightarrow {0}}} kroz distributivnost prema zbrajanju. Ta jednakost može biti zadovoljena ako su vektori {\displaystyle {\overrightarrow {b}}} i {\displaystyle {\overrightarrow {c}}} jednaki, ali i ako su {\displaystyle {\overrightarrow {a}}} i {\displaystyle {\overrightarrow {b}}-{\overrightarrow {c}}} paralelni, tj. linearna kombinacija jedan drugoga.

## Također pogledati
- Skalarni produkt
- Mješoviti produkt